# Violet-Anne Wynne

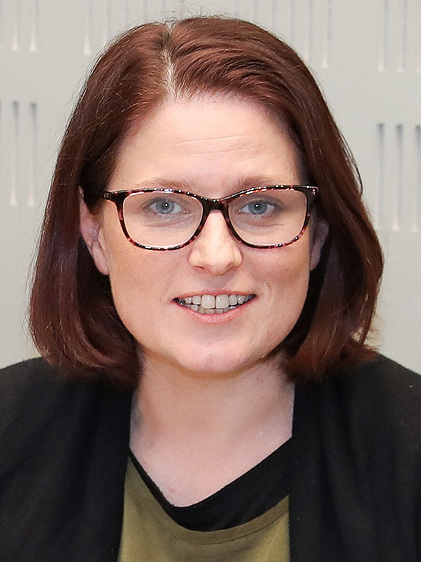
Violet-Anne Wynne (2023)

Violet-Anne Wynne (* 30. März 1987 in Tullamore, County Offaly, Irland) ist eine irische Politikerin. Von 2020 bis 2024 war sie Teachta Dála im irischen Unterhaus Dáil Éireann.

## Leben
Violet-Anne Wynne studierte Psychologie am Trinity College Dublin. Sie ist Mitglied der Reserve der Irischen Streitkräfte. 2019 wollte sie in den Clare County Council gewählt werden, erhielt aber nur wenige Stimmen.
Bei den Wahlen zum Dáil Éireann 2020 wurde sie von der Sinn Féin im Wahlkreis Clare aufgestellt und gewählt.
Wynne sorgte für Kontroversen. Sie äußerte sich skeptisch zu Impfungen gegen den HPV, der Gebärmutterhalskrebs auslöst. Die Sinn Féin erklärte daraufhin, dass dies keine Parteilinie sei.
Sie beleidigte anderer Mitglieder des Unterhauses aus ihrem Wahlkreis, weil sie untätig seien. Dafür entschuldigte sie sich später. 
2022 trat sie schließlich aus der Sinn Féin aus und blieb als unabhängige Abgeordnete im Dáil Éireann. Bei den Wahlen zum Dáil Éireann 2024 konnte sie kaum Stimmen erzielen und schied damit aus dem Dáil aus.

## Privates
Violet-Anne Wynne hat mit John Montaine sechs Kinder. 